# ジャパンエキスプレスビル
ジャパンエキスプレスビルは、神奈川県横浜市中区海岸通に建つモダニズム建築である。エキスプレスビルとも称する。

## 歴史
1930年（昭和5年）に、船客送迎や移民乗船斡旋などを行う会社の本社ビルとして竣工した。この会社は1927年創業で、当初はニューヨコハマエキスプレスの商号であったが、本ビルの完成に合わせジャパンエキスプレスに改めた。
2016年には、ジャパンエキスプレスは宇徳および商船三井ロジスティクスに事業を譲渡した。

## 建築
横浜港大さん橋の付け根、開港広場前交差点に面する。本ビルの設計は、近隣の昭和ビルの設計および横浜貿易会館の施工監理に携わった川崎鉄三。建物デザインは直線で構成され、淡いピンク色のタイル貼りの外壁、中央の階段室と、その両側に煉瓦色の枠で縁取られた左右対称の窓の配置が特徴的である。1階にはカフェが入り、店頭の緑色の大きなビール瓶のモニュメントが人目を引く。
1936年には、ジャパンエキスプレスビルの近隣に分室を建設。1970年ごろからは同社の情報処理部門が入り、「コンピューターセンター」と呼ばれるようになった。コンピュータの小型化で特別な部署は必要なくなり、倉庫や組合事務所などとして使われたのち2012年からはレディースシャツを中心とした衣料品店に貸し出されている。